# Ross 154
Ross 154 (V1216 Sgr) là sao ở phía nam hoàng đạo chòm sao của Sagittarius. Nó có cấp sao biểu kiến 10,44, nên nhìn bằng mắt thường quá mờ nhạt. Để quan sát Ross 154 ít nhất cần một kính viễn vọng với khẩu độ
6,5 cm (3 in) trong điều kiện lý tưởng. Khoảng cách tới ngôi sao này có thể được ước tính thị sai, cách Trái đất khoảng 9,69 năm ánh sáng (2,97 parsec). Đây là ngôi sao gần nhất trong chòm sao phía nam Sagittarius, và một trong những sao gần nhất đến mặt trời.

## Mô tả
Ngôi sao này lần đầu tiên được nhà thiên văn học Mỹ Frank Elmore Ross chỉ mục vào năm 1925, nằm trong danh sách thứ tư về các ngôi sao biến mới của ông. Năm 1926, ông thêm nó vào danh sách sao thứ hai có chuyển động riêng đo lường được sau khi so sánh vị trí của nó với các tấm ảnh do nhà thiên văn học người Mỹ E. E. Barnard chụp trước đó. Giá trị thị sai sơ bộ   0,362 ± 0,006 arcsecond được xác định vào năm 1937 bởi Walter O'Connell bằng cách sử dụng các tấm ảnh từ kính thiên văn Yale ở Johannesburg, Nam Phi. Điều này đã đặt ngôi sao ở vị trí thứ sáu của các ngôi sao lân cận sau đó.
Ross 154 được tìm thấy là loại diệu tinh UV Ceti với thời gian trung bình giữa các lóe sáng lớn khoảng hai ngày. Hoạt động bùng phát đầu tiên như vậy được quan sát thấy từ Úc vào năm 1951 khi ngôi sao tăng cường độ lớn lên 0,4. Thông thường, ngôi sao sẽ tăng 3–4 cường độ trong một đợt bùng phát. Năng lượng từ trường sao ước lượng  2,2 ± 0,1 kG. Ross 154 là nguồn phát tia X và được một số đài quan sát tia X phát hiện. Độ sáng của tia X là khoảng  Phát xạ tia X từ ngôi sao này đã được quan sát bởi Đài thiên văn Chandra, với một ngọn lửa đặc biệt lớn phát ra
Một phân loại sao của M3.5V khiến ngôi sao sao lùn đỏ này tạo ra năng lượng thông qua phản ứng hạt nhân của hydro ở lõi của nó. Nó ước tính 17% Khối lượng Mặt trời và 24% Bán kính mặt trời, nhưng nó đang tỏa ra chỉ 0,38% độ sáng mặt trời.Trái ngược với Mặt trời nơi đối lưu chỉ xảy ra ở các lớp ngoài, một sao lùn đỏ với khối lượng thấp này sẽ hoàn toàn đối lưu. Dựa trên [xoay [xoay sao] chiếu tương đối] tương đối cao, đây có thể là một ngôi sao trẻ với tuổi ước tính dưới một tỷ năm. Sự phong phú của các nguyên tố nặng hơn helium là khoảng một nửa so với mặt trời.
Không có đồng hành khối lượng nhỏ nào được phát hiện trong quỹ đạo quanh Ross 154. Nó cũng không hiển thị mức [[hồng ngoại dư thừa] phát xạ hồng ngoại dư thừa] sẽ gợi ý sự hiện diện của bụi trong môi trường. Các mảnh vỡ này hiếm gặp trong các hệ sao kiểu M lớn hơn khoảng 10 triệu năm, chủ yếu được xóa đi bằng cách kéo từ gió sao. vận tốc không gian thành phần của ngôi sao này trong hệ tọa độ thiên hà là  [ U ,  V ,  W ] = [ –12.2, –1.0, –7.2]. Nó chưa được xác định là thành viên của một sao di chuyển và quay quanh thiên hà Dải Ngân hà ở khoảng cách từ lõi thay đổi từ 27,65–30,66 kly (8,48–9,40 kpc) với orbital eccentricity của 0,052. Dựa trên vận tốc thấp của nó so với Mặt trời, đây được cho là một ngôi sao trẻ (Population I). Ngôi sao này sẽ làm cho nó cách tiếp cận gần nhất với Mặt trời trong khoảng 157.000 năm, khi nó đến trong
6,39 ± 0,10 ly (1,959 ± 0,031 pc).